# Zzap!64
Zzap!64 (oficjalna nazwa od numeru 43. do numeru 65.: Zzap!64/Amiga) – brytyjski miesięcznik poświęcony tematyce związanej z grami komputerowymi na Commodore 64, w późniejszych numerach również na komputery Amiga, wydawany przez Newsfield Publications Ltd, a od numeru 79. przez Europress Impact. Magazyn ukazywał się od maja 1985 do listopada 1992 i obejmował łącznie 90 numerów. Jego kontynuacją był miesięcznik „Commodore Force”.

## Zawartość
„Zzap!64” był miesięcznikiem, który skupiał się na recenzjach gier komputerowych. Tematyką czasopisma były opisy i recenzje wszystkich nowo ukazujących się tytułów, wskazanie ich mocnych i słabych punktów, co miało ułatwić ewentualny zakup. Czasopismo zawierało dodatkowo mapy, cheaty, porady i solucje. Znajdowały się w nim także powiązane z tematyką wiadomości, wywiady, opisy sprzętu, zapowiedzi kolejnych gier i plotki. Publikowano również listy najlepszych wyników w poszczególnych grach, listy od czytelników i organizowano konkursy z nagrodami.
Pismo początkowo składało się ze stron zarówno czarno-białych, jak i kolorowych, później już tylko kolorowych. Charakterystyczną cechą pisma był luźny styl wypowiedzi i poczucie humoru. W stosunku do innych magazynów poświęconych komputerowi Commodore 64, „Zzap!64” był w pełni dedykowany grom komputerowym i pozbawiony niezrozumiałego dla czytelników żargonu informatycznego.

## Historia
Pierwszy numer magazynu datowany na maj ukazał się 11 kwietnia 1985 roku. Jego wydawcą było Newsfield Publications z siedzibą w Ludlow. Firma była w tym czasie znana głównie z wydawanego od stycznia 1984 roku miesięcznika „Crash”, który był poświęcony grom komputerowym na ZX Spectrum. Jego sukces sprawił, iż postanowiono rozszerzyć działalność o pismo poświęcone platformie Commodore 64. Pierwotnie nowe pismo miało się nazywać „Sprite and Sound”, „Bang” lub „Zap!”, jednakże ostatecznie przyjęło nazwę „Zzap!64”. Pierwszym redaktorem naczelnym został Chris Anderson, a w skład zespołu redakcyjnego weszli m.in. Bob Wade, Gary Penn, Julian Rignall i Steve Cooke. Większość okładek w czasopiśmie była autorstwa Oliviera Freya (ur. 1948).
W okresie od lipca do grudnia 1985 roku średnia sprzedaż „Zzap!64” według danych Audit Bureau of Circulations (ABC) wyniosła 42 973 egzemplarzy (z czego 40 603 w Wielkiej Brytanii), co czyniło je najlepiej sprzedającym się czasopismem w Wielkiej Brytanii poświęconym platformie Commodore 64 w tym czasie wyprzedzając m.in. magazyny „Commodore User” i „Commodore Computing International”. Wyniki te były poprawiane w kolejnych miesiącach działalności; średnia sprzedaż w okresie styczeń–czerwiec 1986 wyniosła 59 356 egzemplarzy (WB: 54 399), w okresie styczeń–czerwiec 1987 było to 77 483 (WB i Irlandia: 63 809), a za okres lipiec–grudzień 1987 średnio miesięczna sprzedaż pisma wyniosła 82 933 egzemplarze (WB i Irlandia: 64 110). W szczytowym okresie popularności czasopismo obejmowało 228 stron.
Wraz z rozwojem technologii i malejącym udziałem Commodore 64 w rynku gier komputerowych czasopismo było wzbogacane o coraz większą liczbę recenzji gier na Amigę. Do 32. numeru (grudzień 1987) dołączono suplement z recenzjami gier na komputery 16-bitowe: Amiga i dodatkowo Atari ST, do 36. numeru (kwiecień 1988) dołączono suplement Pull-out Amiga Special, a począwszy od numeru 42. (październik 1988) recenzje dotyczące nowej platformy Commodore były stałym elementem czasopisma. W następnym miesiącu zmieniono nazwę periodyku na „Zzap!64/Amiga”. Powrót do pierwotnej nazwy na okładce miał miejsce w październiku 1990 roku (numer 66.), wtedy też dodano podtytuł Commodore Games. C64, Console, Amiga (Console wiązało się z wprowadzeniem na rynek konsoli Commodore 64 Games System, która nie odniosła jednak sukcesu). Od numeru 74. (czerwiec 1991) czasopismo powróciło do recenzji tylko i wyłącznie gier na platformę Commodore 64. Do miesięcznika dołączana była kaseta magnetofonowa z demami i pełnymi wersjami gier komputerowych pod nazwą Megatape. Po raz pierwszy miało to miejsce wraz z wydaniem numeru 42. (październik 1988), a od numeru 61. (maj 1990) było to stałym elementem wydawnictwa. Od numeru 88. (wrzesień 1992) do każdego numeru dodawane były po dwie kasety.
W listopadzie 1991 kolejny numer „Zzap!64” nie ukazał się. Było to związane z bankructwem wydawcy – Newsfield Publications. Czasopismo było wydawane dalej od grudnia 1991 (numer 79.) przez Europress Impact, który przejął udziały w upadającej firmie. Czasopismo zakończyło swoją działalność oficjalnie w listopadzie 1992, kiedy to ówczesny redaktor naczelny Steve Shields poinformował o tym na łamach gazety. Jednocześnie zapowiedział reaktywację pisma w nowej odsłonie w przyszłości. Tym kontynuatorem był miesięcznik wydawany przez Europress Impact o nazwie „Commodore Force” (ISSN 0967-7461), którego oficjalna nazwa w stopce brzmiała „Commodore Force (incorporating Zzap!64)”. Wydawnictwo w tym czasie wydawało analogiczne tytułowane miesięczniki: „Amiga Force”, „Sega Force” i „N–Force”. Łącznie w okresie styczeń 1993–marzec 1994 ukazało się 16 numerów nowego czasopisma.
Równolegle do „Zzap!64” ukazywał się we Włoszech lokalny odpowiednik pod tytułem „Zzap!”. Był on wydawany jako miesięcznik od maja 1986. Około 50% treści stanowiły przetłumaczone na włoski teksty, natomiast resztę stanowiły oryginalne materiały. Swoją tematyką obejmował nie tylko Commodore 64, ale także inne platformy jak ZX Spectrum, czy Commodore VIC-20. Jako samodzielne pismo osiągnął liczbę 73 numerów, później był dodatkiem do lokalnej wersji czasopisma „The Games Machine”. Łącznie ukazały się 84 numery magazynu. „Zzap!” zakończył swoją działalność w październiku 1994.
Magazyn „Edge” umieścił w 2001 roku „Zzap!64” wśród najważniejszych czasopism komputerowych w historii i nazwał go czasopismem dotyczącym Commodore 64, które osiągnęło największy sukces. W marcu 2002 roku ukazał się bezpłatny, dostępny online „Zzap!64” o numerze 107 (numeracja kontynuowana wraz z „Commodore Force”), w produkcji którego wzięło udział wielu twórców oryginalnego czasopisma. W czerwcu 2004 miesięcznik Retro Gamer dołączył do 18. numeru specjalny dodatek „The DEF-tribute to Zzap!64” z okazji 20-lecia powstania pisma.

## Recenzje gier komputerowych
Główną treścią „Zzap!64” były recenzje gier komputerowych. Od numeru 4. (sierpień 1985) każda gra była oceniana w następujących kategoriach: prezentacja, grafika, dźwięk, zaangażowanie, trwałość, stosunek ceny do jakości i ocena ogólna (ang. presentation, graphics, sound, hookability, lastability, value for money i overall) – każdej kategorii przyznawania była odpowiednia wartość procentowa w skali 0–100%. W numerach 1–3 brak było oceny ogólnej. Od numeru 28. postanowiono zrezygnować z oceny parametru wartości w stosunku do ceny.
Założeniem czasopisma były recenzje dokonywane przez trzech niezależnych ekspertów. Każdy z nich dokonywał oceny na podstawie własnych doświadczeń z grą. Ostateczna ocena była wypracowywana drogą kompromisu oraz formułowana w sposób stanowczy i jednoznaczny. Każda gra ilustrowana była zrzutami ekranów z realnej rozgrywki.
Gry komputerowe szczególnie warte uwagi otrzymywały specjalne wyróżnienia. Najwyższym wyróżnieniem było Zzap Gold Medal Award – zwykle otrzymywały go produkcje, którym przyznano ocenę ogólną na poziomie 96% lub więcej. Nie w każdym numerze pojawiały się takie gry. Oprócz tego przyznawano wyróżnienie Sizzler dla najlepszych gier miesiąca z oceną ogólną w okolicach 90% oraz Tacky dla gier ocenionych najniżej. Od numeru 30. (październik 1987) przyznawano również Zzap Silver Medal Award dla wysoko ocenianych gier budżetowych lub „klasyków”, które wcześniej nie były oceniane.
| Numer wydania | Gra                                  | Wydawca                        | Ocena ogólna       | Platforma          |
| ------------- | ------------------------------------ | ------------------------------ | ------------------ | ------------------ |
| 1.            | Elite                                | Firebird                       | brak oceny ogólnej | Commodore 64       |
| 2.            | Theatre Europe                       | Personal Software Services     | brak oceny ogólnej | Commodore 64       |
| 3.            | Dropzone                             | Mindscape/US Gold              | brak oceny ogólnej | Commodore 64       |
| 3.            | Entombed                             | Ultimate Play the Game         | brak oceny ogólnej | Commodore 64       |
| 4.            | The Fourth Protocol                  | Hutchinson Computer Publishing | 95%                | Commodore 64       |
| 5.            | Frankie Goes to Hollywood            | Ocean                          | 97%                | Commodore 64       |
| 5.            | Summer Games II                      | US Gold                        | 97%                | Commodore 64       |
| 7.            | Little Computer People Discovery Kit | Orpheus                        | 97%                | Commodore 64       |
| 7.            | Paradroid                            | Hewson                         | 97%                | Commodore 64       |
| 8.            | Electrosound                         | Orpheus                        | 97%                | Commodore 64       |
| 9.            | Ballblazer                           | Firebird                       | 98%                | Commodore 64       |
| 10.           | Bounder                              | Gremlin                        | 97%                | Commodore 64       |
| 10.           | Eidolon                              | Activision                     | 97%                | Commodore 64       |
| 11.           | Mercenary                            | Novagen                        | 98%                | Commodore 64       |
| 13.           | Alter Ego                            | Activision                     | 98%                | Commodore 64       |
| 14.           | Spindizzy                            | Electric Dreams                | 98%                | Commodore 64       |
| 15.           | Leaderboard                          | Access/US Gold                 | 97%                | Commodore 64       |
| 17.           | Ghosts’n Goblins                     | Elite                          | 97%                | Commodore 64       |
| 17.           | Graphic Adventure Creator            | Incentive                      | bez oceny          | Commodore 64       |
| 19.           | World Games                          | Epyx                           | 98%                | Commodore 64       |
| 20.           | Boulder Dash Construction Kit        | First Star                     | 97%                | Commodore 64       |
| 20.           | The Sentinel                         | Firebird                       | bez oceny          | Commodore 64       |
| 28.           | Head over Heels                      | Hutchinson Computer Publishing | 98%                | Commodore 64       |
| 29.           | California Games                     | Epyx                           | 97%                | Commodore 64       |
| 30.           | Bubble Bobble                        | Firebird                       | 97%                | Commodore 64       |
| 32.           | Buggy Boy                            | Elite                          | 97%                | Commodore 64       |
| 32.           | Nebulus                              | Hewson                         | 97%                | Commodore 64       |
| 32.           | Shoot-’Em-Up Construction Kit        | Outlaw                         | bez oceny          | Commodore 64       |
| 35.           | Project Stealth Fighter              | MicroProse                     | 96%                | Commodore 64       |
| 38.           | Impossible Mission 2                 | US Gold                        | 96%                | Commodore 64       |
| 39.           | The Great Giana Sisters              | Rainbow Arts                   | 96%                | Commodore 64       |
| 40.           | Barbarian II: The Dungeon of Drax    | Palace                         | 96%                | Commodore 64       |
| 40.           | Hawkeye                              | Thalamus                       | 96%                | Commodore 64       |
| 42.           | Starglider 2                         | Rainbird                       | 96%                | Amiga              |
| 43.           | Armalyte                             | Thalamus                       | 97%                | Commodore 64       |
| 44            | Bombuzal                             | Image Works                    | 97%                | Commodore 64       |
| 44.           | Nebulus                              | Hewson                         | 97%                | Amiga              |
| 46.           | Elite                                | Acornsoft                      | 98%                | Amiga              |
| 48.           | Dungeon Master                       | FTL Games                      | 98%                | Amiga              |
| 54.           | Strider                              | US Gold                        | 96%                | Amiga              |
| 54.           | Xenon 2                              | Image Works                    | 97%                | Amiga              |
| 55.           | Batman: The Movie                    | Hutchinson Computer Publishing | 96%                | Commodore 64/Amiga |
| 55.           | The Untouchables                     | Hutchinson Computer Publishing | 96%                | Commodore 64       |
| 56.           | Scapeghost                           | Level 9                        | 97%                | Commodore 64       |
| 56.           | Turbo Outrun                         | US Gold                        | 97%                | Commodore 64       |
| 57.           | Ghouls'n Ghosts                      | US Gold                        | 96%                | Commodore 64       |
| 57.           | F-29 Retaliator                      | Ocean                          | 97%                | Amiga              |
| 57.           | Operation Thunderbolt                | Ocean                          | 97%                | Amiga              |
| 57.           | SimCity                              | Infogrames                     | 96%                | Amiga              |
| 58.           | Drakkhen                             | Infogrames                     | 98%                | Amiga              |
| 58.           | Space Rogue                          | Mindscape                      | 97%                | Commodore 64       |
| 60.           | Midwinter                            | Rainbird                       | 97%                | Amiga              |
| 61.           | Turrican                             | Rainbow Arts                   | 97%                | Commodore 64       |
| 67.           | Golden Axe                           | Virgin                         | 96%                | Commodore 64       |
| 68.           | Creatures                            | Thatamus                       | 96%                | Commodore 64       |
| 70.           | Turrican II                          | Rainbow Arts                   | 96%                | Commodore 64       |
| 71.           | Speedball 2                          | Image Works                    | 96%                | Amiga              |
| 73.           | Railroad Tycoon                      | MicroProse                     | 96%                | Amiga              |
| 73.           | Ultima VI – The False Prophet        | Mindscape                      | 98%                | Commodore 64       |
| 76.           | Turbo Charge                         | System 3                       | 96%                | Commodore 64       |
| 81.           | Creatures 2                          | Thalamus                       | 97%                | Commodore 64       |
| 89.           | Nobby the Aardvark                   | Thalamus                       | 96%                | Commodore 64       |